# Липунов, Александр Яковлевич
Александр Яковлевич Липунов (25 февраля 1906, Хвойня, Минская губерния — 21 августа 1962, Бобруйск, Могилёвская область) — участник Великой Отечественной войны, помощник командира взвода разведки 447-го стрелкового Пинского полка 397-й стрелковой Сарненской Краснознамённой ордена Кутузова дивизии 61-й армии 1-го Белорусского фронта, старшина. Герой Советского Союза.

## Биография
Родился 12 февраля (25 февраля по новому стилю) 1906 года в деревне Хвойня Лучицкой волости Мозырского уезда Минской губернии (ныне — Петриковский район Гомельской области Белоруссии) в крестьянской семье. Русский.
С 1919 года жил в городе Екатеринбурге. С 1929 года работал в геологических партиях. В 1937 году окончил Свердловский горно-металлургический техникум и был направлен в Хабаровский край, где занимался геологической разведкой на Охотском побережье. В этом же году вернулся домой и был назначен прорабом Ивдельской бокситовой геологоразведочной партии.
В Красной Армии с 1941 года. С июля этого же года — в боях Великой Отечественной войны. Сражался на Западном, 3-м и 2-м Прибалтийских, 2-м и 1-м Белорусских фронтах. Участник сражений под Москвой и Курском. Был дважды ранен. Член ВКП(б)/КПСС с 1944 года.
Помощник командира взвода разведки 447-го стрелкового полка старшина Александр Липунов особо отличился в боях при освобождении Польши. В период с 14 января по 5 февраля 1945 года Александр Липунов с другими разведчиками выявил размещение неприятеля и его огневых точек в полосе наступления 447-го стрелкового Пинского полка. В указанный период времени Липунов лично уничтожил около сорока и захватил в плен тридцать пять гитлеровцев. 25 января в бою за местечко Дзембово, расположенного в десяти километрах северо-западнее польского города Ходзек, старшина Липунов с группой разведчиков проник в тыл неприятеля, разведав численность и огневые средства гарнизона города, захватил двух «языков», содействовав, тем самым, разгрому гарнизона Дзембово.
В конце 1945 года демобилизован. Вернулся на Дальний Север и трудился на Колыме и Индигирке в Тенькинском и Омсукчанском районах в геологической службе Дальстроя.
Позже жил и работал в геологоразведочных партиях в городе Петриков Гомельской области, а с 1957 года — жил в Бобруйске Могилёвской области.
Умер 21 августа 1962 года, похоронен в Бобруйске.

## Награды
- Указом Президиума Верховного Совета СССР от 27 февраля 1945 года за образцовое выполнение боевых заданий командования на фронте борьбы с немецко-фашистскими захватчиками и проявленные при этом мужество и героизм старшине Липунову Александру Яковлевичу присвоено звание Героя Советского Союза с вручением ордена Ленина и медали «Золотая Звезда» (№ 5700).
- Награждён орденами Красного Знамени (29.05.1945), Отечественной войны II степени (04.02.1945), Красной Звезды (15.10.1944) и Славы III степени (30.12.1944)[2], а также медалями.

## Память
- Герою установлен обелиск в его родной деревне Хвойня.
- Одна из улиц города Петриков[3] носит имя Александра Липунова.
- В 2009 году на площади Победы в Бобруйске был открыт мемориал — Аллея Героев, посвящённый 65-летию освобождения города во время Великой Отечественной войны. Мемориальная доска на Аллее установлена и А. Я. Липунову[4].